# 黄茜
黄茜（1986年7月18日—），重庆人，中国女子国际象棋棋手、女子特级大师。
黄茜是2012年全国国际象棋锦标赛女子冠军、2013年亚洲国际象棋锦标赛女子冠军。此外，她还作为中国国家队的成员获得过2004年女子国际象棋奥林匹克冠军，2007年、2009年世界国际象棋团体锦标赛女子团体冠军等。
黄茜的丈夫是中国国际象棋特级大师卜祥志。

## 外部連結
- 黄茜的国际棋联等级分卡
- 黄茜－在ChessGames.com的棋手檔案

| 前任： 伊丽娜·哈里斯玛·苏坎达尔 | 亚洲国际象棋女子冠军 2013年 | 繼任： 伊丽娜·哈里斯玛·苏坎达尔 |
| 前任： 章晓雯                   | 中国国际象棋女子冠军 2012年 | 繼任： 丁亦昕                   |